# Canon de 340 mm modèle 1887
Le canon de 340 mm modèle 1887 désigne un canon naval construit à la fin du XIXe siècle pour la Marine française. Il constitué l'armement principal du cuirassé d'escadre Brennus et des deux cuirassés garde-côtes de la classe Valmy. Deux exemplaires modifiés en 1893 équipent le Terrible lors de sa refonte en 1898. Ils seront démontés durant la Première Guerre mondiale et utilisés comme artillerie lourde sur voie ferrée.

## Caractéristiques
Le canon de 340 mm modèle 1887 est long de 14,7 m et pèse 61 660 kg au total. D'un diamètre intérieur (ou calibre) de 340 mm, sa vitesse à la bouche est de 740 à 780 mètres par seconde, le projectile gardant une vitesse de 650 à 655 mètres par seconde après avoir parcouru 2 000 mètres.

## Utilisation
Le canon de 340 mm modèle 1887 constitue l'armement principal du cuirassé pré-dreadnought Brennus : une tourelle double est montée à l'avant et une autre simple à l'arrière. Les deux cuirassés garde-côtes de la classe Valmy, les Valmy et Jemmapes, en sont aussi équipés : une tourelle simple à l'avant, une autre à l'arrière.
Une évolution du modèle 1887, le modèle 1893, équipe quant à elle le Terrible lors de sa refonte en 1898 : deux tourelles simples sont montées sur le navire. Les canons sont mis de côté lorsque le navire est démoli en 1914, et en juin 1916, ordre est donné de les monter sur rail. Ils intègrent l'artillerie lourde sur voie ferrée en novembre 1917.